# Retable des Clarisses

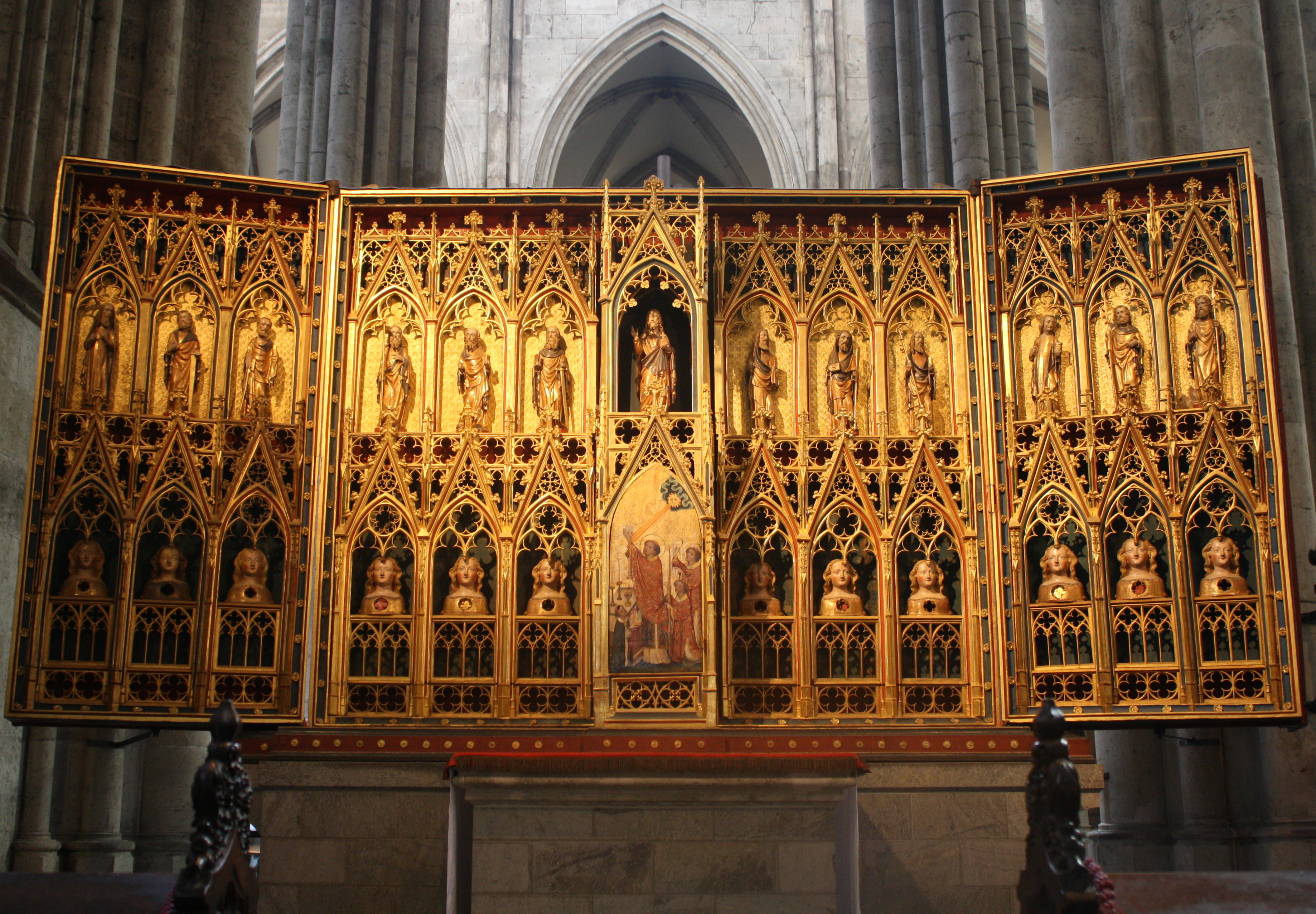
Retable des Clarisses grand ouvert : douze apôtres et douze compagnes de saint Ursule entourent l'écrin central.

Le retable des Clarisses (en allemand Klarenaltar ou Clarenaltar) est un retable polyptyque du XIVe siècle, à double paire de volets, conservé dans la cathédrale de Cologne.

## Histoire

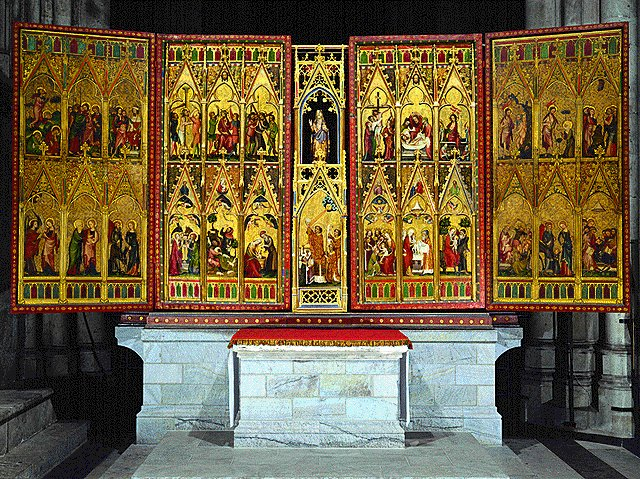
Retable ouverture des jours de fête : douze scènes de la Passion du Christ et douze scènes de son enfance.

Le retable date du milieu du XIVe siècle, et a été repeint à la fin du siècle. Il est considéré comme l'une des premières manifestations, avec le graduel de Johannes von Valkenburg, de l'École de Cologne de peinture. C'est aussi l'un des premiers retables à caisse avec tabernacle.  Deux autres retables similaires sont le retable de sainte Ursule, dans l'abbaye cistercienne  de Marienstatt, daté également de 1350 environ, et le retable d'or (« Goldaltar ») de l'église Notre-Dame de Oberwesel, peut-être un peu antérieur.
Le retable a été créé entre 1340 et 1360 ou 1370, et se trouvait à l’origine dans l'église Sainte-Claire du couvent de l'ordre des clarisses (de), consacrée en 1347. Le couvent lui-même est fondé entre 1297 et 1304. Il est destiné aux filles et femmes de la haute bourgeoisie locale et aussi de la noblesse des régions environnantes. Le couvent était alors l'un des plus riches de Cologne ; ses membres venaient des familles les plus aisées et étaient richement dotées. Le monastère était réputé pour son rôle spirituel, mais aussi pour ses manuscrits, dont certains réalisés sur place, sous la direction notamment de Doppa de Speculo vers 1350. La construction de l'église  commence en 1336 ; on rapporte des dommages dus à une inondation en 1343 ; achevée enfin en 1347.  À la sécularisation, le couvent est dissout en août 1802. L'église Sainte-Claire est démolie en 1804 et le retable est sauvegardé par les  frères Boisserée. Le retable est transporté  en février 1811, à l'initiative de Ferdinand Franz Wallraf et Sulpiz Boisserée, dans la cathédrale de Cologne. D’abord installé dans la chapelle Saint-Jean jusqu'en 1894, il remplace en 1908 le maître-autel baroque dans le chœur de l’église. Il se trouve maintenant dans la nef nord, à l'angle du transept,.
Plusieurs campagnes de restauration se sont succédé durant les XIXe et XXe siècles. En 1820, puis entre 1834 et 1837, les menuiseries ont été reprises. Une importante restauration est entreprise entre 1859 et 1865. Des sculptures ont été remplacées, et des manquantes complétées, par le sculpteur  Christophe Stephan  (1797–1864) et après sa mort par son fils Michael qui a repris aussi les peintures. Durant cette campagne, les bustes reliquaires sont remplacés par des bas-reliefs reprenant des scènes de la vie de Jésus.
Lors d'une restauration en 1907-1909, une autre couche de peintures, recouvrant les peintures du milieu du IVe siècle et des alentours de 1400, est mise au jour. Le restaurateur Fridt, chargé des travaux, date cette couche supérieure du début du XIXe siècle (alors qu'elle s'avère être bien antérieure) et recommande son enlèvement complet. Une commission d’experts suit, mais avec quelque réticence, la recommandation du restaurateur. L'enlèvement de la peinture fait apparaître la couche datant de 1400 qui est aussi enlevée en partie. Sur les volets extérieurs, cette couche supérieure de peinture a été presque entièrement enlevée, sur les volets intérieurs par endroits seulement. Comme on craignait aussi la perte de la couche inférieure, les travaux ont été arrêtés. La découverte de la double couche de peintures a alimenté une âpre discussion sur l’authenticité du retable et plus généralement des autres panneaux colonais. Ce n’est que dans les années 1970, lors d'une nouvelle remise en état, que le retable a été définitivement lavé des soupçons sur son authenticité par une analyse approfondie,. Les travaux de restauration se poursuivent jusqu'en 1912, et en 1913 les bas-reliefs sont remplacés par les bustes des vierges. Les bas-reliefs, entreposés dans les bâtiments du vicariat des Franciscains, brûlent lors d'un bombardement aérien le 28 février 1943. Le retable est transporté, durant la Seconde Guerre mondiale, dans le bunker situé dans la tour Nord de la cathédrale, puis retourne en 1969 dans la cathédrale après avoir été entreposé à l’extérieur.

## Description
Le retable est composé d'un caisson et d'une double paire de volets, de sorte que trois ouvertures sont possibles, qui sont effectuées selon l'importance des jours de l'année. Une partie centrale proéminente contient un tabernacle surmonté d'une niche avec une statuette du Christ bénissant. Elle est visible dans toutes les ouvertures, mais elle était également protégée par un panneau peint dont la découverte et restauration s'est terminée en 2007 seulement.
Le retable a une hauteur de plus de 3 mètres et, quand il est ouvert, mesure plus de 6 mètres de large. Les volets extérieurs sont peints sur toile dans un cadre de bois, les volets intérieurs sont en panneaux de bois. Le caisson central est en bois. La caisson central mesure 334 × 278,5 × 28 cm, le cadre en bois de la paire de volets intérieur est tout aussi épais ; ils mesurent chacun 138 × 280 × 30 cm. Les volets externent sont de dimensions  138 × 282,5 cm sur un fin cadre de bois de 5 cm d'épaisseur.

### Retable fermé

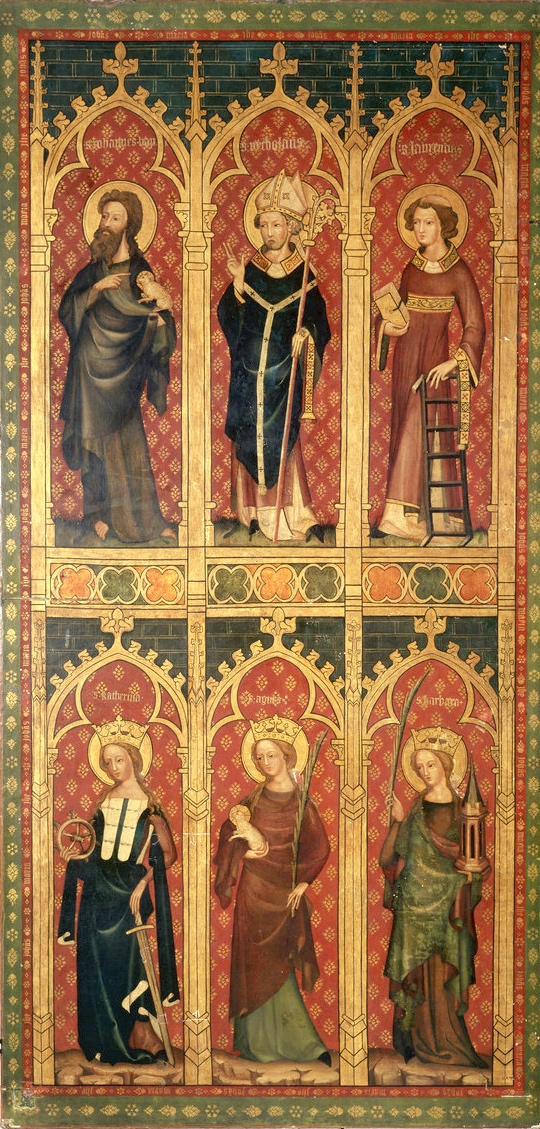
Retable fermé. Volet extérieur droit.

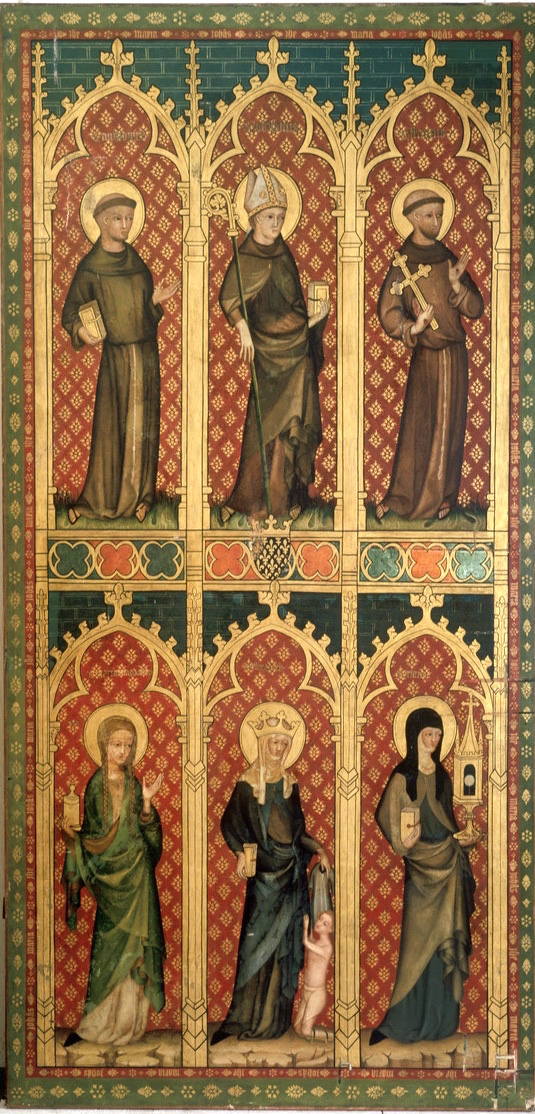
Retable fermé. Volet extérieur gauche.

En position fermée, on voit l'extérieur des deux volets, de part et d'autre d'une proéminence centrale, elle-même composée de deux compartiments superposés. Chacun des deux volets contient six tableaux de personnages, en deux rangées superposées, sur fond rouge tapissé de fleurs stylisées dorées. Sur le volet gauche sont peints, dans la rangée du haut, trois représentants de l’ordre des Franciscains que l'on reconnaît comme tels à leurs vêtements. De gauche à droite il y a Antoine de Padoue en savant, puis Louis d'Anjou, évêque de Toulouse, dont l'origine de la maison d'Anjou est attestée par le blason à ses pieds, enfin François d'Assise, fondateur de l'ordre, montré ici avec ses stigmates et la croix. En dessous trois femmes, à savoir Marie de Magdala avec son récipient à onctions, Élisabeth de Thuringe donnant aux pauvres et Claire d'Assise, fondatrice des clarisses. Sur le volet droit, il y a dans la rangée supérieure Jean-Baptiste portant l’agneau, Nicolas de Myre en évêque et Laurent de Rome tenant le gril de son martyre, en dessous  Catherine d'Alexandrie portant la roue du supplice et l'épée, Agnès de Rome, dont l'attribut est l'agneau et sainte  Barbe, reconnaissable à la maquette de tour qu'elle porte. Les douze personnages se tiennent debout, légèrement de biais, aux corps faiblement incurvés, minces et élancés, représentants du « style doux » du gothique international. Ils sont séparés par des colonnes simples et surmontés d'arcatures trilobées qui, en leur centre, contiennent leur nom. Au-dessus, un mur en briques vertes ferme chaque panneau.

### Retable ouvert
Vingt-quatre scènes sont représentées sur les quatre volets. 
La rangée haute des volets contient douze petits tableaux sur la Passion du Christ. Ils se lisent de gauche à droite

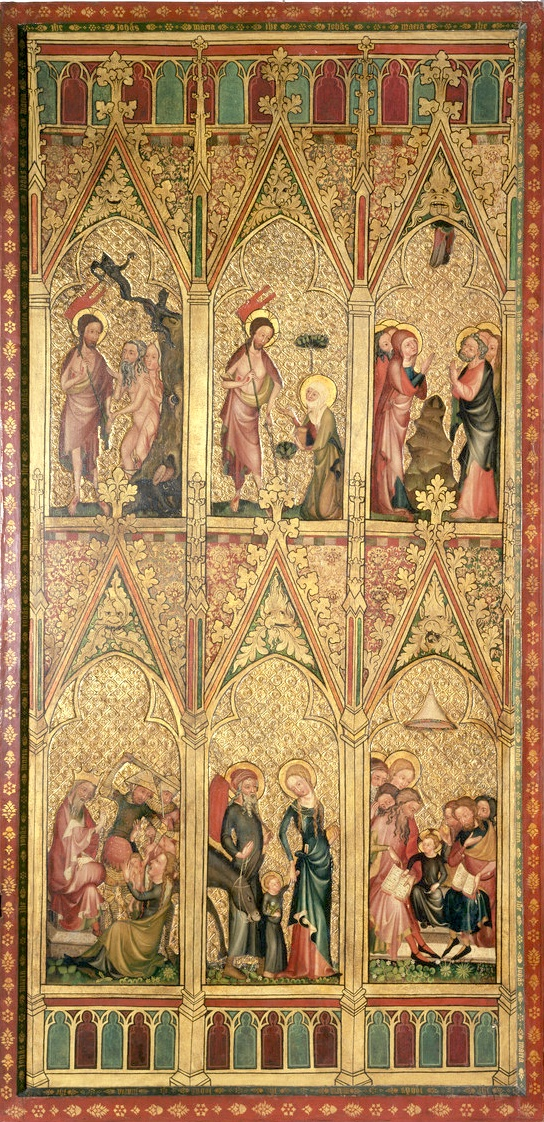
Retable ouvert, volet droit.

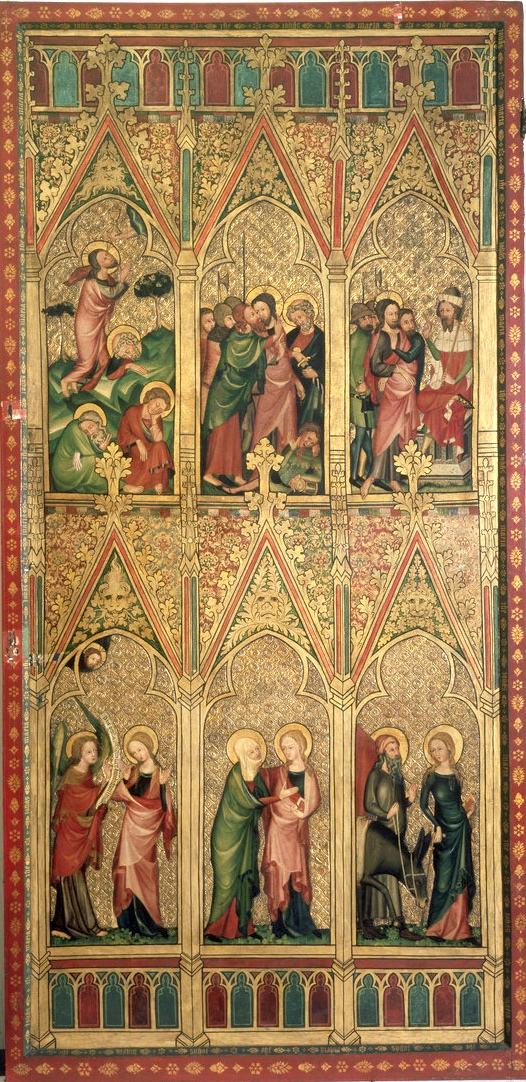
Retable ouvert, volet gauche.

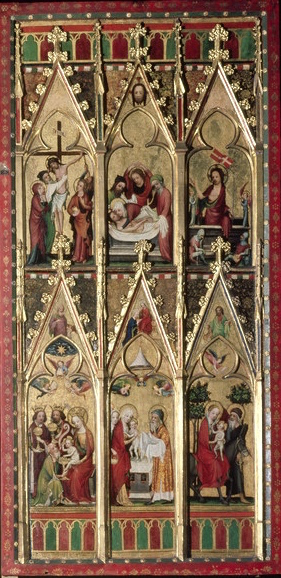
Volet intérieur droit.

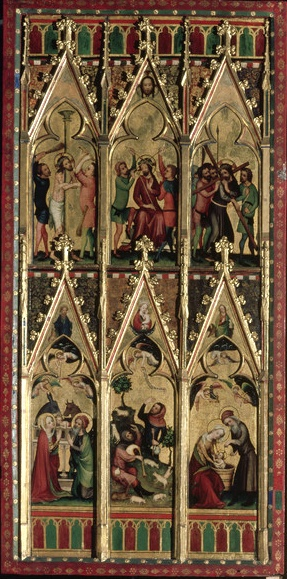
Volet intérieur gauche.

- volet extérieur gauche : Mont  des oliviers,  Baiser de Judas, Christ devant Ponce Pilate
- volet intérieur gauche : Flagellation, Couronnement d’épines, Portement de croix
- volet intérieur droit : Descente de croix, Mise au tombeau, Résurrection
- volet extérieur droit : Christ aux limbes, Christ devant Marie Madeleine, Ascension

La rangée inférieure relate des scènes de la vie de Marie et de l'enfance de Jésus.
- volet extérieur gauche : Annonciation, Visitation, Sur la route de Bethléem
- volet intérieur gauche : Marie et Joseph en adoration devant le berceau, L'Annonce aux bergers, Marie et Joseph baignant Jésus
- volet intérieur droit : Adoration des mages, Présentation au temple, Fuite en Égypte
- volet extérieur droit : Massacre d’Hérode, Retour d’Égypte,  Jésus au temple.

Les fonds sont dorés et décorés de fines guirlandes de feuillages.  
Dans le panneau représentant Marie et Joseph sur le chemin de Bethléem, c'est l'âne en marche, dont l'on ne voit que la moitié, qui imprime du mouvement à cette scène. Marie, en toute fin de grossesse, s'appuie sur une canne, le regard tourné vers Joseph. Elle n'a aucun autre signe qui fait paraître sa grossesse, elle est vêtue avec élégance et a le port d'une femme du « style doux ». C'est une scène rarement peinte, elle est le pendant de la scène du retour d'Égypte sur le volet opposé où on voit également l'âne, Joseph et Marie, dans la même attitude. Dans ce dernier panneau c'est l'Enfant — qui marche allègrement — le personnage central, alors que le panneau du cheminement vers Bethléem met en avant la confiance intime entre Joseph et Marie. Cette intimité et cette connivence, glorifiant la famille et l'amour des enfants, se retrouve dans la scène du bain donné par les parents à l'Enfant Jésus et dans la Nativité, où le petit Jésus, à peine né, sort de son berceau pour embrasser sa mère.

### Retable grand ouvert

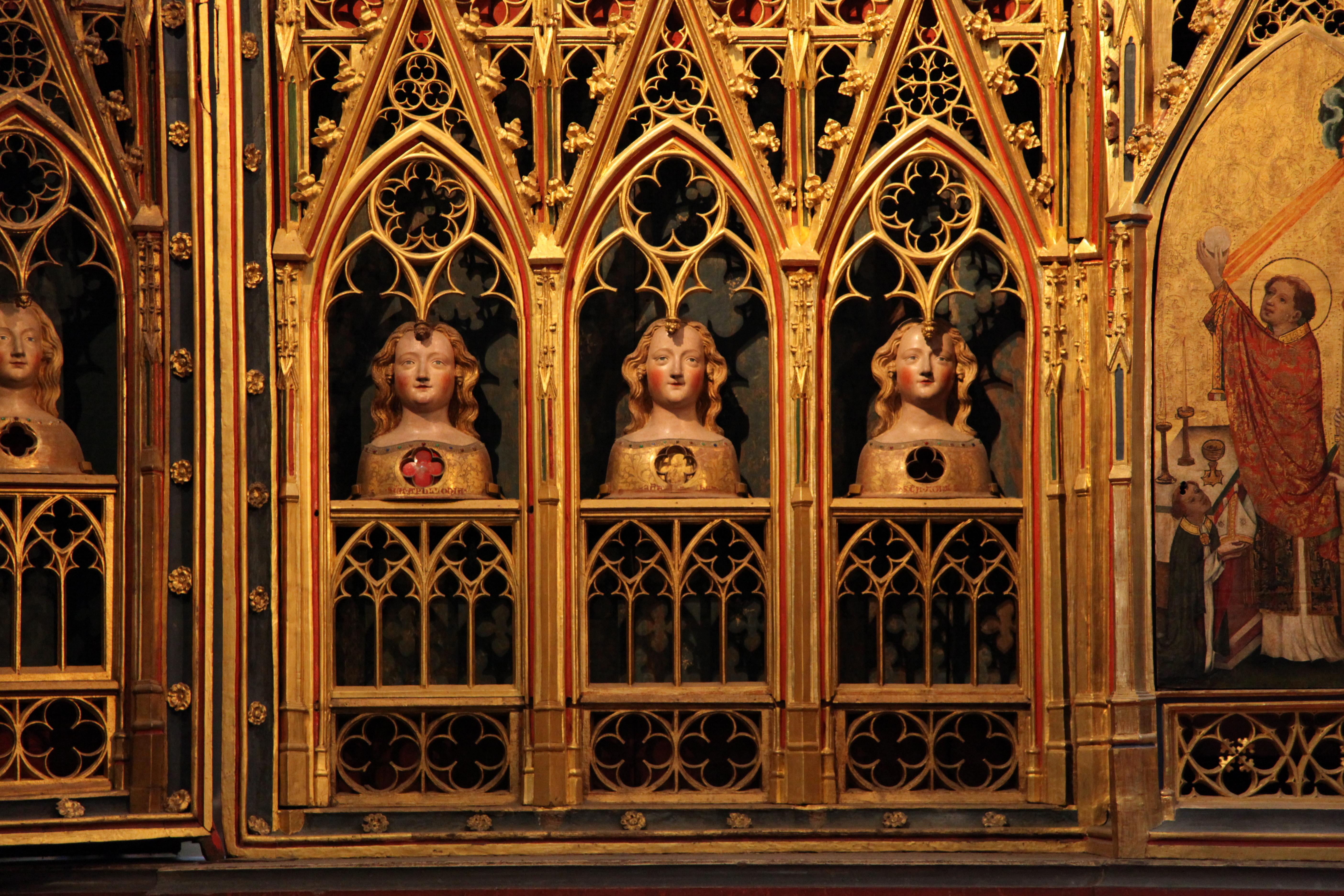
Trois des douze compagnes d'Ursule.

Lorsque le retable est grand ouvert, ce qui est le cas lors des fêtes les plus importantes, la partie supérieure montre les douze apôtres, figures fines et élancées, à grandes têtes, en vêtements dorés aux nombreux plis. Les niches sont peu profondes et décorées d’un fond doré. Le gable est des plus élaborés, orné de feuillage ou de fruits, d'arabesques, de rinceaux, montrant l'adresse et la perfection atteintes par les sculpteurs sur bois colonais durant la première moitié du XIVe siècle.
La partie inférieure est composée d'une rangée douze vierges parmi les compagnes des saint Ursule. Elles portent dans leurs bustes des ouvertures circulaires, écrins à reliques bien visibles. La rangée inférieure contient un socle où sont conservés, derrière des grillages ouvragés sculptés en bois, d'autres reliques. Les niches plus profondes de la rangée inférieure sont encadrées de fin pilastres bleu et or. Les arcades dans les gables varient d'une niche à l’autre. Elles sont plus récentes. Certaines des compagnes portent, en bas de leur buste, leur nom en écriture rouge sur fond doré. Ces noms sont en partie les noms des premières abbesses du couvent.

### Partie centrale

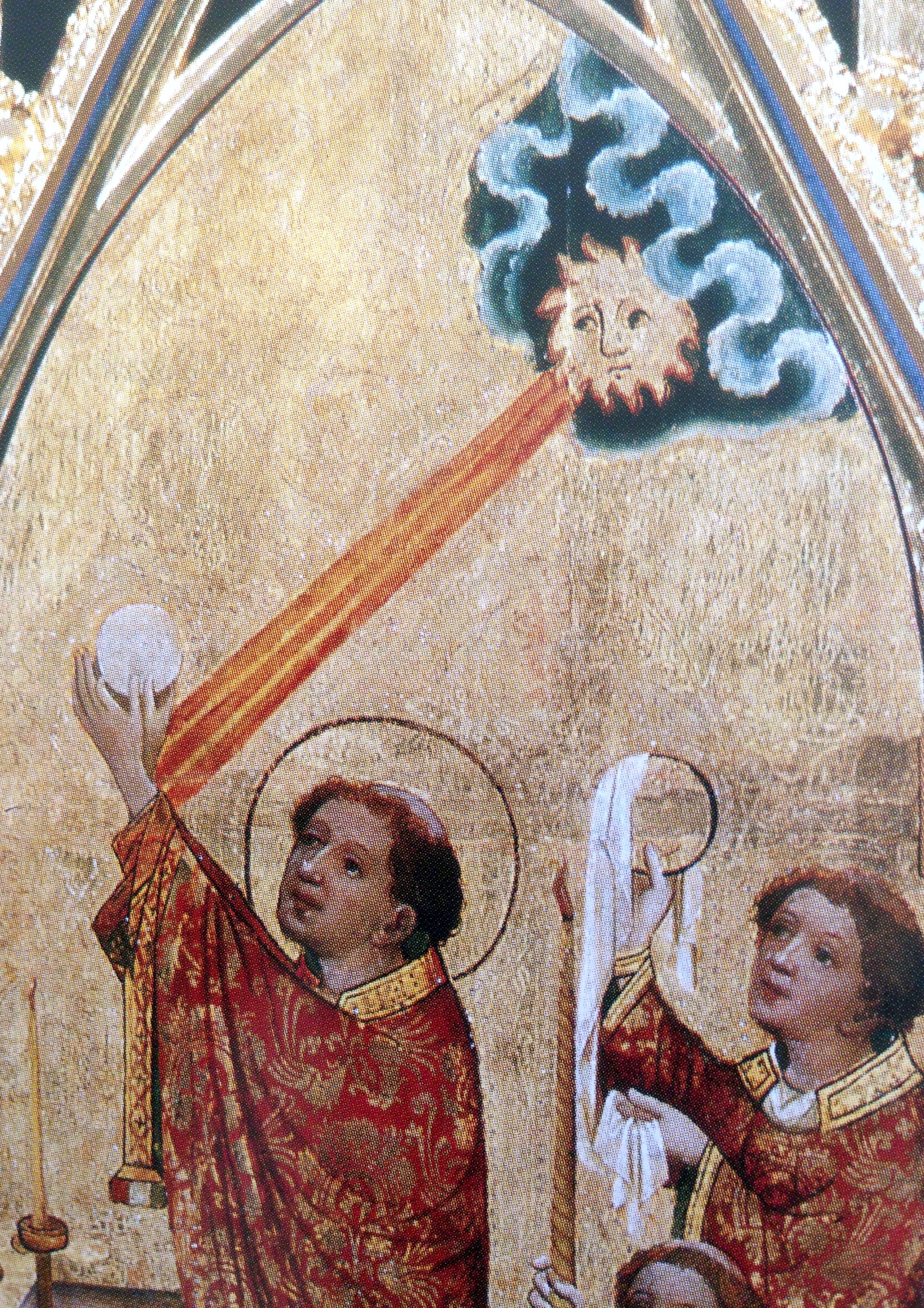
Messe de saint Martin - détail

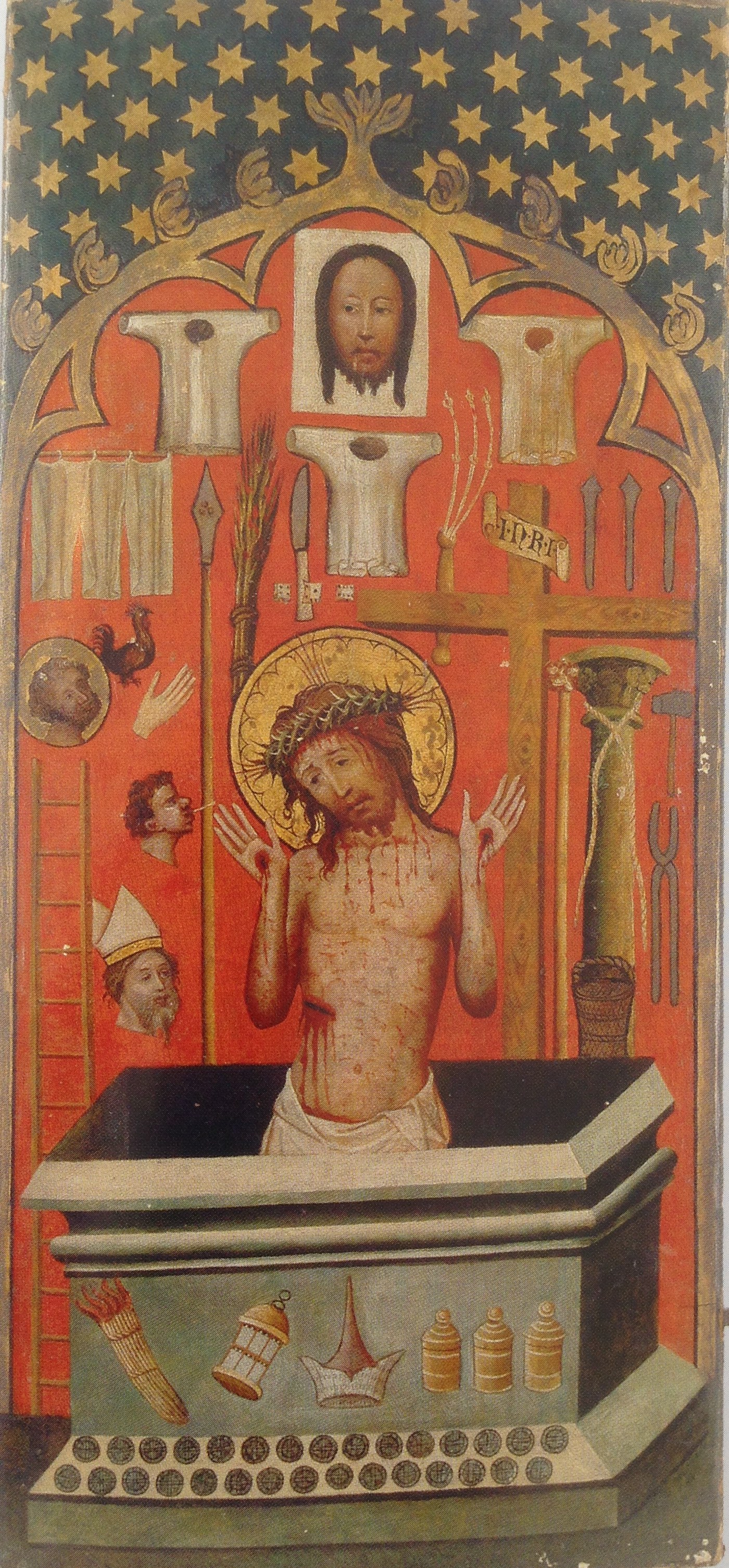
Homme des douleurs

La porte du tabernacle montre une représentation de la messe de saint Martin, aussi appelée la seconde charité de saint Martin. D'après la Légende dorée,  un jour où Martin se rendait à l'église, il était suivi par un pauvre sans vêtements. Le saint demande à un archidiacre de lui donner des habits. Celui-ci tardant, Martin se déshabille dans la sacristie et donne ses propres vêtements au pauvre. L'archidiacre, qui ignorait que Martin avait donné ses habits, arrive avec quelques hardes. Le saint s'habille avec elles, mais elles ne le couvrent pas entièrement. Il célèbre la messe ainsi vêtu. Au moment de l'élévation de l'hostie, l'assemblée des fidèles voit apparaître une boule de feu qui symbolise la bénédiction divine de la charité du saint. Ce dernier se trouve alors miraculeusement vêtu correctement, voire paré de bijoux et de colliers en or. La représentation colonaise retient le moment où des rayons de feu divin, sortant d'une ouverture dans le ciel, touchent les bras du saint lors de l’élévation de l'hostie. Son acolyte tient dans ses mains les vêtements blancs qui couvraient auparavant le saint. 
L’étroit caisson central, visible même lorsque les volets sont fermés, était à l’origine lui-même fermé par un panneau peint sur toile qui représentait dans sa partie inférieure une crucifixion, dans la partie supérieure un homme des douleurs debout dans sa tombe, entouré des instruments de la Passion, les « Arma Christi ». 
La partie supérieure, que l’on pensait disparue pendant la guerre, a été retrouvée en 2002 dans une chambre du vicariat général de Cologne. L’autre partie avait été repeinte vers 1400. Pendant la restauration de 1907 la couche supérieure a été enlevée presque entièrement. Depuis 1993, et jusqu’à sa restauration finale en août 2007, ce panneau était entreposé dans les services rhénans de restauration. On peut voir le retable avec la porte de protection de la partie centrale sur une photo du Dombauarchiv Köln.

### Dos du retable

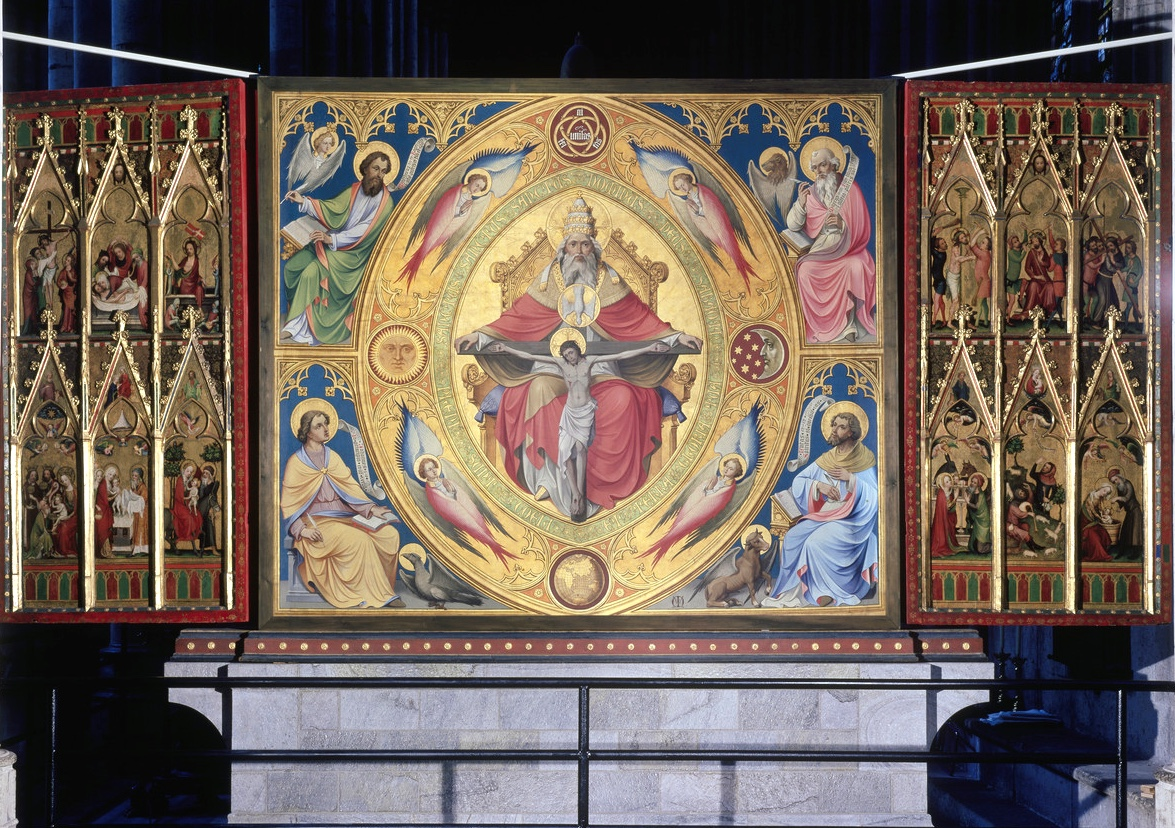
Dos du retable des Clarisses.

Le dos présente une   Trinité verticale dans une mandorle. Elle est entourée du tétramorphe  des quatre évangélistes plus grands que le Christ en croix du centre. Le panneau  date de 1905. C'est une œuvre du peintre Friedrich Wilhelm Mengelberg (de), le trône de grâces est de son frère Edmund Mengelberg. 

## Datation

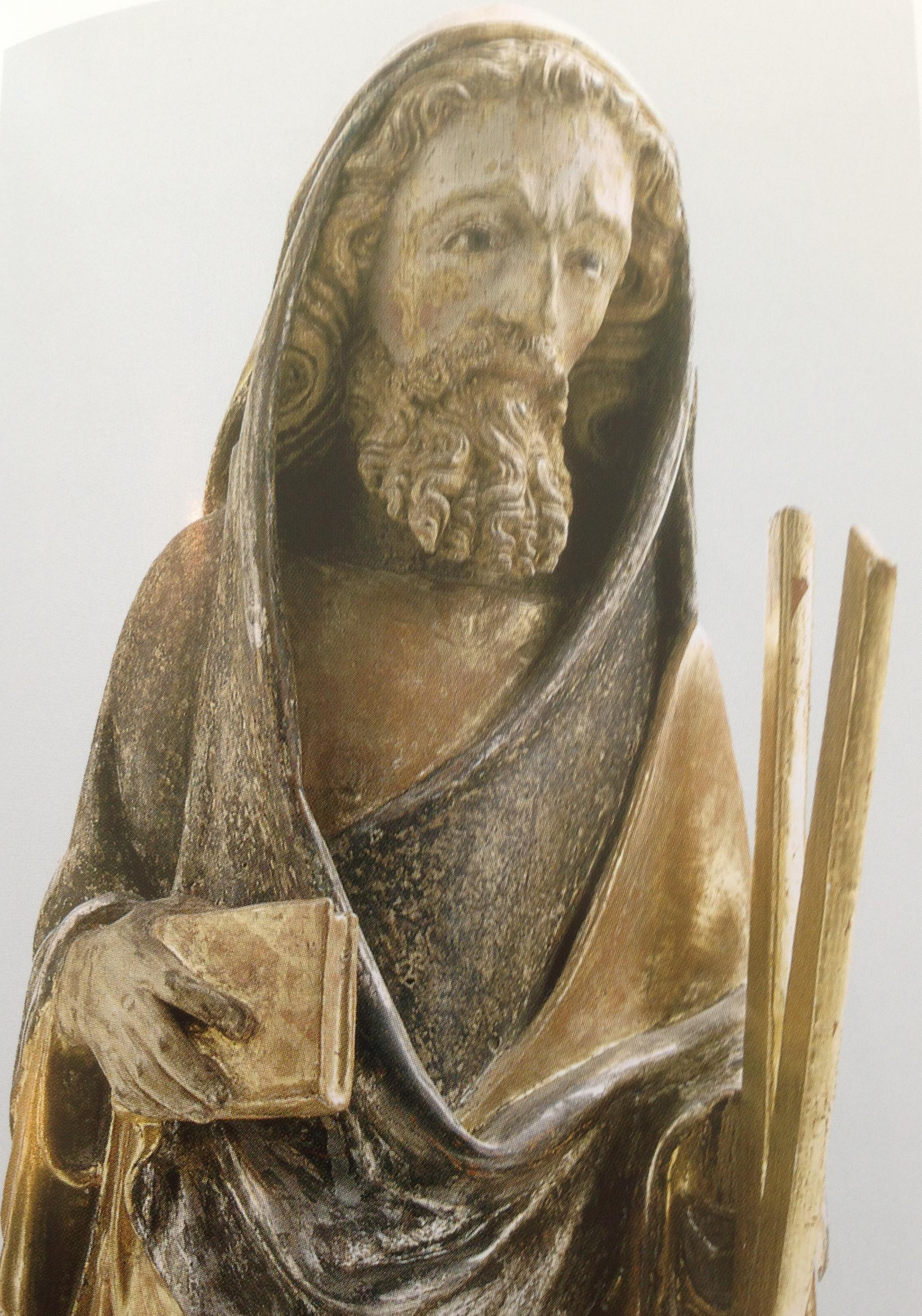
Apôtre André (détail)

Une restauration, entre 1971 et 1982, a permis de distinguer deux périodes dans la réalisation du retable, la première lors de sa création vers 1340-1360, et une deuxième vers 1400. Elles correspondent à
deux versions moyenâgeuses de style différent. Environ cinquante ans après sa création, le retable a été entièrement repeint pour une raison inconnue. La nouvelle version ne concerne pas les dorures ni les fonds dorés. L’iconographie générale et la composition initiales sont conservés. La nouvelle peinture est plus colorée, plus généreuse quant aux plis des vêtements, correspondant au style contemporain de l’époque. Lors de la reprise au début du XXe siècle, la première version a été dégagée en partie. Elle est encore visible sur  l’ensemble des peintures de l’extérieur des volets, les fonds dorés et les sculptures en bois dont seuls les visages ont été repeints. La différence des styles apparaît nettement dans le panneau de la Visitation qui date de 1340 environ, et de la Présentation au temple, daté de 1400. Parmi les apôtres, sept sont d’origine, deux sont au Schnütgen Museum et sont remplacés par des copies, cinq datent de 1861. Ils ont été sculptés par Christophe Stephan durant la campagne de restauration de 1859-1865. De même neuf des bustes des compagnes d’Ursule sont d’origine, les trois de l’aile gauche sont du XIXe siècle. 
Les scènes et gables de l’intérieur de volets extérieurs sont de la première version, les peintures d’architecture et les arcades des gables sont de la deuxième version. Les scènes des volets intérieurs sont aussi de la deuxième version. La plus grande modification se trouve dans l’ «  Adoration des mages » . Une analyse poussée montre que l’enfant n’était pas vêtu pareillement, et que la mère le tient plus proche d’elle. Sa main gauche soutient l'enfant par le bas, alors que dans la version antérieure, elle était posée sur l'épaule de l’enfant. 
D’autres scènes ont été enrichies de plantes, sans autres compléments. L’ajout d’anges dans les arcades trilobées et d’autres figures rend les scènes plus denses et cohérentes. La scène de l'« Annonce faite aux bergers » est particulièrement riche, avec les bergers aux cornemuses, les animaux, les arbres, et l’ange portant le phylactère de l'annonce. De plus, le haut du gable contient une image du buste de la Vierge à l'enfant assise sur un croissant de lune.
Les études du Klarenaltar interprètent le retable comme une représentation de la « civitas dei »,  la Jérusalem céleste. La richesse et la solennité vont de l'intérieur du caisson central, tout doré, sculpté, conservant et protégeant les reliques, passant par des panneaux peints colorés et représentant l'enfance et la Passion du Christ, doté d'arcades et de gables peints, jusqu'aux panneaux extérieurs représentant l'autorité des saints protecteurs ou fondateurs de l'ordre.

## Galerie

Panneaux de la saint famille
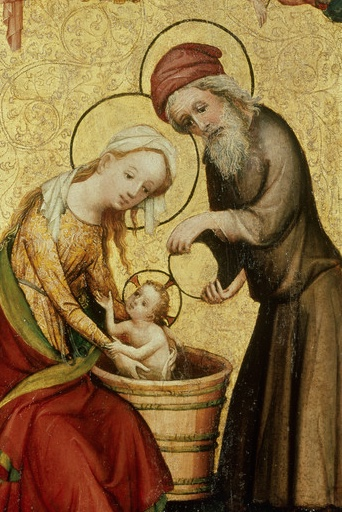
Marie et Joseph baignant Jésus (détail)
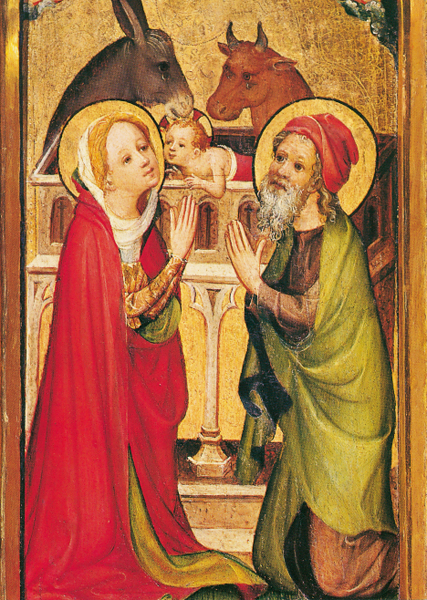
Jésus se penchant hors de la crèche
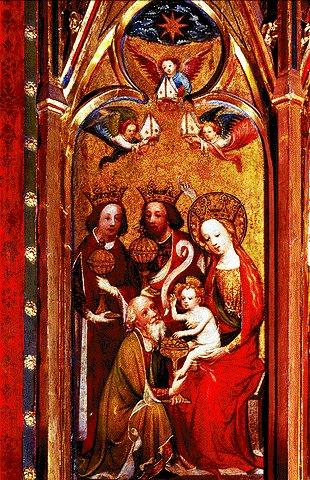
Adoration des mages, vers 1400
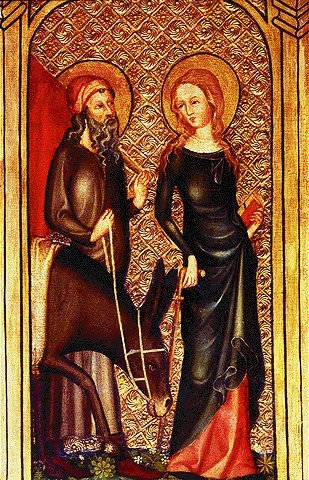
Sur le chemin de Bethléem
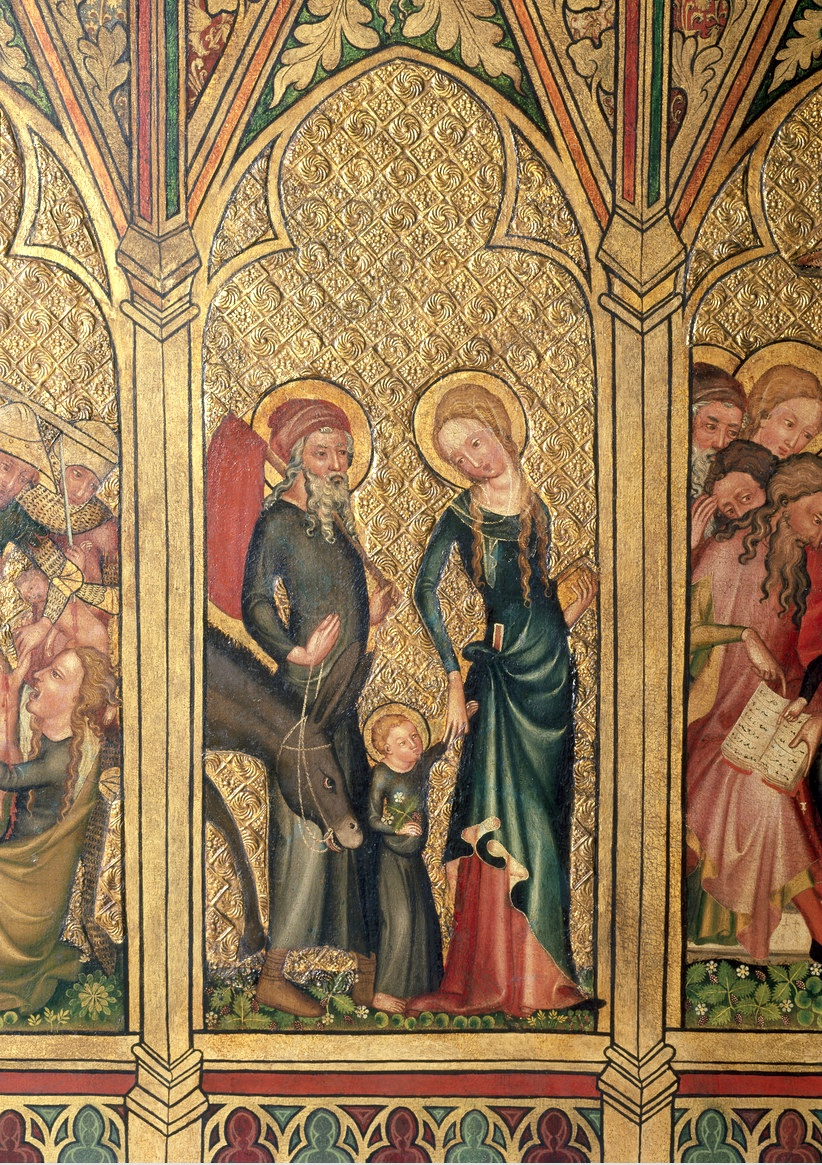
Retour de l'Égypte

### Articles liés
- École de Cologne
- Cathédrale de Cologne
- Gothique international